# 东海北梭鱼
东海北梭鱼（学名：Albula koreana）也称東海狐鰮、北梭魚、竹篙頭，是北梭鱼科（狐鰮科）北梭鱼属的一种，分布于韩国南部至台湾北部海域。模式产地为韩国釜山机张郡。

## 鉴别特征
体型狭长，略侧扁。前下颌相当尖突；腹鳍后端直达臀鳍前缘；中翼骨上的齿块前端位于副蝶骨上的齿块之前；具孔的侧线鳞77—80枚；椎骨77—78。体背浅黑色，腹部银白色具光泽；体侧具数条淡棕色横带；胸鳍和腹鳍部分为淡黄色；尾鳍部分呈浅棕色；颊部具有浅黄色条纹。